# Ausweichkrankenhaus Schwarmstedt
Das Ausweichkrankenhaus Schwarmstedt war ein im Zweiten Weltkrieg errichtetes Krankenhaus in der niedersächsischen Gemeinde Schwarmstedt. Es diente vor allem als Ausweich- und Ersatzkrankenhaus für die Stadt Hannover und spielte in der Nachkriegszeit eine wichtige Rolle bei der Versorgung von Kriegsheimkehrern und Zivilisten.

## Geschichte
Wegen der zunehmenden alliierten Luftangriffe auf Hannover während des Zweiten Weltkriegs entschied die Stadt Hannover im Jahr 1942, ein Ausweichkrankenhaus in Schwarmstedt zu errichten. Ziel war es, medizinische Versorgung auch dann sicherzustellen, wenn die Kliniken in Hannover durch Bombardierungen beschädigt oder zerstört würden.
Das Krankenhaus wurde in den folgenden Jahren als Not- und Ersatzkrankenhaus genutzt. Nach Kriegsende wurden dort insbesondere kranke oder verletzte, aus russischer Gefangenschaft entlassene Soldaten behandelt. Viele dieser Patienten litten an den Folgen von Unterernährung und Misshandlungen; für einige kam jede Hilfe zu spät. So starben beispielsweise im September 1945 innerhalb weniger Tage drei Soldaten an den Folgen ihrer schlechten körperlichen Verfassung.
In den Jahren nach dem Krieg blieb das Krankenhaus ein wichtiger medizinischer Anlaufpunkt für die Region. Es wurde jedoch 1959 aufgelöst.  Die Schließung stand im Zusammenhang mit dem Bau neuer Krankenhäuser in der Region Hannover, insbesondere dem Oststadtkrankenhaus in Hannover, das als Nachfolgeeinrichtung entstand und später ein Teil der Medizinischen Hochschule Hannover wurde.
Nach der Schließung des Krankenhauses wurden die Gebäude teilweise für andere Zwecke genutzt. In den 1960er Jahren war das Gelände beispielsweise Standort für eine Einheit des NATO-Flugabwehrraketenbataillons (FlaRakBtl 24).

## Bedeutung und Erinnerung
Das Ausweichkrankenhaus Schwarmstedt ist ein bedeutendes Zeugnis der regionalen Zeitgeschichte. Es steht exemplarisch für die Maßnahmen, mit denen Städte im Zweiten Weltkrieg ihre medizinische Infrastruktur zu schützen versuchten. Postkarten mit Motiven des Ausweichkrankenhauses waren in den 1950er Jahren beliebt und sind heute Teil des Heimatarchivs Schwarmstedt.